# The Invisible Kid
The Invisible Kid (bra: O Garoto Invisível) é um filme de comédia e ficção científica adolescente estadunidense de 1988 escrito e dirigido por Avery Crounse. O filme é estrelado por Jay Underwood, Wally Ward, Chynna Phillips, Irmão Theodore e Karen Black.

## Sinopse
Seguindo os passos de seu falecido pai, Grover Dunn (Jay Underwood) encontra uma fórmula mágica que o faz desaparecer. A fórmula causa todos os tipos de problemas para Grover e sua mãe (Karen Black) e o amor de sua vida (Chynna Phillips) quando seu diretor do ensino médio manipula um jogo de basquete; e ele pede a ajuda de um policial humilhado (Mike Genovese) para investigar.

## Elenco
- Jay Underwood como Grover Dunn
- Wally Ward como Milton McClane
- Chynna Phillips como Cindy Moore
- Brother Theodore como Dr. Theodore
- Karen Black como Deborah Dunn
- Mike Genovese como Oficial Chuck Malone

## Recepção
Caryn James, do The New York Times, escreveu que “prova que você pode eliminar todos os clichês conhecidos de filmes de aventura adolescentes de sucesso e ainda inventar uma bomba”. Michael Wilmington do Los Angeles Times escreveu: “Líder em branco projetado na tela teria sido uma melhoria”.